# Brettin
Brettin là một đô thị thuộc huyện Jerichower Land, bang Sachsen-Anhalt, Đức. Đô thị Brettin có diện tích 9,02 km², dân số thời điểm ngày 31 tháng 12 năm 2006 là 846 người.